# Reurieth

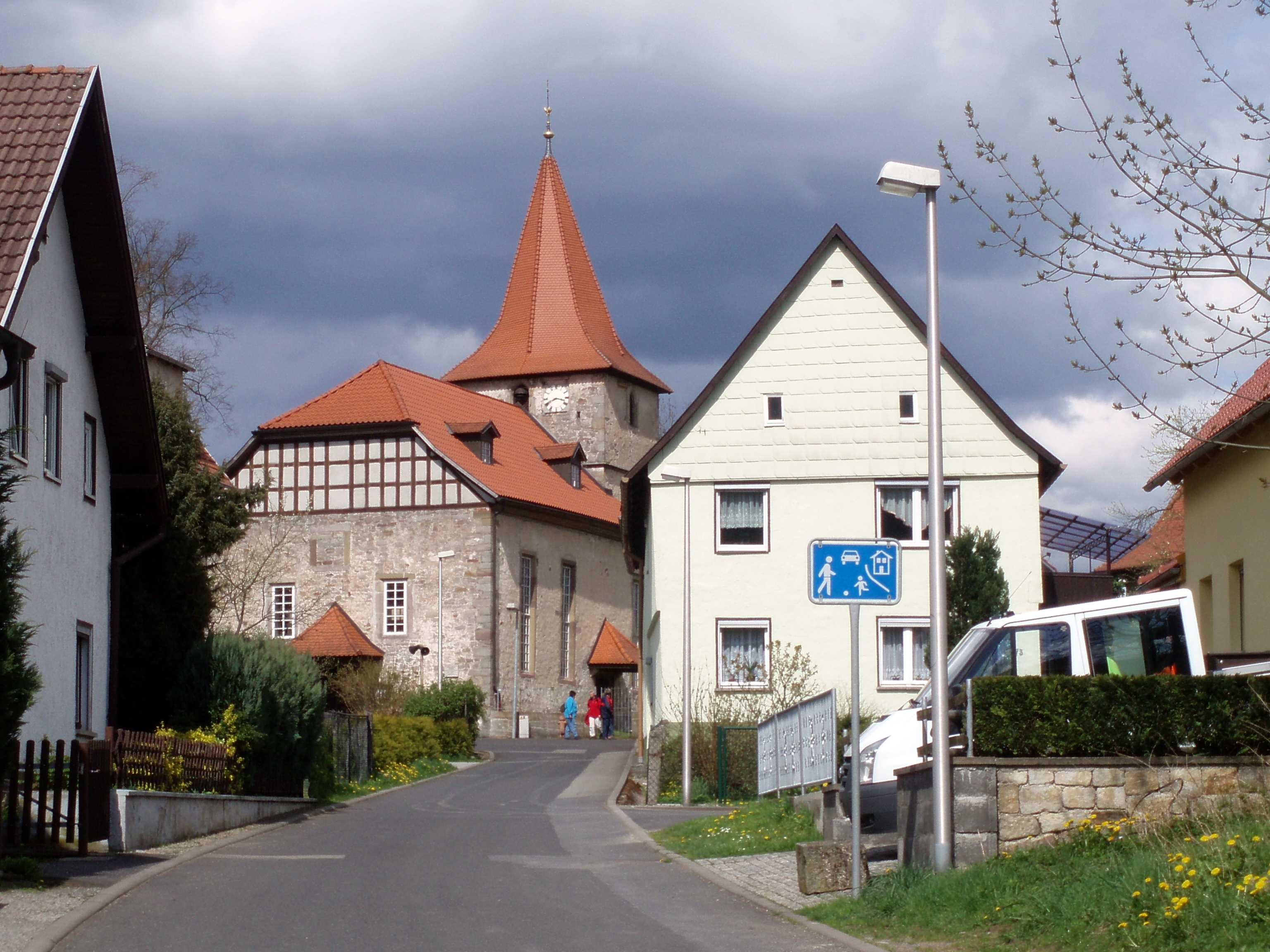
Kirche Reurieth

Reurieth ist eine Gemeinde im Landkreis Hildburghausen im fränkisch geprägten Süden von Thüringen. Sie gehört der Verwaltungsgemeinschaft Feldstein an. Die Gemeinde besteht aus dem Ort Reurieth sowie den Ortsteilen Siegritz und Trostadt.

## Geografie
Reurieth liegt am Oberlauf der Werra, im Ort mündet von links der Zeilbach.

## Geschichte
Reurieth wurde urkundlich 1117 erstmals erwähnt. Während der Zeit der Stammesherzogtümer lag der Ort im Herzogtum Franken. Herrschaftsmäßig gehörte der Ort im Amt Themar zunächst zur Grafschaft Henneberg, nach 1583 zu verschiedenen sächsischen Herzogtümern und von 1826 bis 1918 zum Herzogtum Sachsen-Meiningen. 1920 kam er zum Land Thüringen.
Die Burgruine der 1171 urkundlich genannten Herren von Reurieth steht am Rande des Dorfes in der Nähe der Kirche. Später waren die Grafen von Henneberg Besitzer der Burg, die im Bauernkrieg zerstört wurde. Die Herren von Heldburg bauten sie wieder auf, aber seit dem 19. Jahrhundert ist sie eine Ruine. Der Nordturm und Reste der Umfassungsmauer stehen noch.
Im Dreißigjährigen Krieg wurde der Ort 1634 teilweise von marodierenden Soldaten zerstört.

## Sehenswürdigkeiten
- Dorfkirche Reurieth

## Gemeinderat
Der Gemeinderat in Reurieth besteht aus acht Ratsmitgliedern
- BIS 2 Sitze
- UBR 5 Sitze
- HV 1 Sitz

(Stand: Kommunalwahl am 25. Mai 2014)

## Bürgermeister
Annette Häfner wurde 2010 zur Bürgermeisterin gewählt und 2016 im Amt bestätigt.

## Verkehr
Der Haltepunkt Reurieth liegt an der Bahnstrecke Eisenach–Lichtenfels.